# El viejo Günter
El viejo Günter, es el primer libro del uruguayo Óscar Lebel. Fue publicado por Ediciones Cauce en diciembre de 2001.

## Reseña
«El viejo Günter. Entre la tierra y el mar.»  Lleva más de cuatro ediciones publicadas, y contiene diecisiete cuentos, retrata victorias,  fracasos, virtudes y miserias; testimoniando algunas de sus vivencias y experiencias navieras. Este libro es una de sus tres novelas sobre su vida de marino.
La reseña en contratapa es del politólogo y periodista Alfonso Lessa.